# Liste der Monuments historiques in Villeneuve (Ain)
Die Liste der Monuments historiques in Villeneuve (Ain) führt die Monuments historiques in der französischen Gemeinde Villeneuve auf.

## Liste der Bauwerke
| Bezeichnung           | Beschreibung              | Standort | Kennzeichnung | Schutzstatus | Datum | Bild           |
| --------------------- | ------------------------- | -------- | ------------- | ------------ | ----- | -------------- |
| Festes Haus in Villon | Erbaut im 14. Jahrhundert | (Lage)   | PA00116608    | Classé       | 1992  | weitere Bilder |

## Liste der Objekte
- Monuments historiques (Objekte) in Villeneuve (Ain) in der Base Palissy des französischen Kultusministeriums